# Chelveston
Chelveston är en ort i Storbritannien.   Den ligger i grevskapet Northamptonshire och riksdelen England, i den sydöstra delen av landet, 90 km norr om huvudstaden London. Chelveston ligger 61 meter över havet och antalet invånare är 541.
Terrängen runt Chelveston är platt. Runt Chelveston är det tätbefolkat, med 319 invånare per kvadratkilometer. Närmaste större samhälle är Kettering, 15,2 km nordväst om Chelveston. Trakten runt Chelveston består till största delen av jordbruksmark.